# Región de Pwani
La región de Pwani es una de las treintaiuna regiones administrativas en las que se encuentra dividida la República Unida de Tanzania. Su capital es la ciudad de Kibaha.

## Localización
Se ubica en el este del país y tiene los siguientes límites:
| Noroeste: Región de Morogoro | Norte: Región de Tanga | Noreste: Océano Índico (área de Zanzíbar) |
| Oeste: Región de Morogoro    |                        | Este: Región de Dar es-Salam              |
| Suroeste: Región de Lindi    | Sur: Región de Lindi   | Sureste: Océano Índico                    |

## Subdivisiones
Esta región se encuentra subdividida internamente en una ciudad y 6 valiatos (población en 2012):
- Bagamoyo (311 740 habitantes)
- Kibaha (70 209 habitantes)
- Ciudad de Kibaha (128 488 habitantes)
- Kisarawe (101 598 habitantes)
- Isla de Mafia (46 438 habitantes)
- Mkuranga (222 921 habitantes)
- Rufiji (217 274 habitantes)

## Territorio y población
Pwani tiene una extensión de 32.547 kilómetros cuadrados y, según datos de 2022, una población de 2.024.947 personas. La densidad poblacional es de 62,2 habitantes por kilómetro cuadrado.